# Marianne Enigl
Marianne Enigl (geboren 1953) ist eine österreichische Journalistin.

## Leben und Werk
Nach ihrem Publizistikstudium in Wien arbeitete Enigl ab 1978 in der Redaktion der Tageszeitung Die Presse. Im März 1979 lief im österreichischen Fernsehen die Serie Holocaust. Der Presse-Herausgeber Otto Schulmeister polemisierte gegen die Serie; ihr Chefredakteur Thomas Chorherr beauftragte sie mit einer Straßenreportage: „Ich sollte eigentlich die Abscheu der Leute gegen diese Serie rapportieren, und mir ging es gegen den Strich, das machen zu müssen.“ Peter Michael Lingens rief sie 1983 an und fragte, ob sie zum profil kommen möchte. Seither und bis Ende 2014 arbeitete Enigl beim österreichischen Nachrichtenmagazin. Ihre Themen waren  Sozialreportagen, Umwelt, Gericht, danach Zeitgeschichte: profil-Serien über Gestapo, Hitlers Familie, Adel und Nazis, NSDAP in Österreich. Enigl schrieb u. a. folgende Reportagen: „machen Sie sich's bequem, Herr Gross – zum Abbruch des Mordprozesses Gross, der Österreichs letzter Prozess wegen eines NS-Verbrechens gewesen wäre“, „Zwangsarbeit bei Innitzer“ und „Heil Hitler, Schärf“.

## Buchpublikationen
- (gemeinsam mit S. Perthold): Der weibliche Körper als Schlachtfeld; Reportagen aus der Zukunft (mit K. Langbein u. a.).
- Baldermann: Wien 1903 – Berlin-Plötzensee 1943. Eine Arbeitergeschichte im Roten Wien, Mandelbaum-Verlag, Wien 2017, ISBN 978-3-85476-534-9.

## Auszeichnung
- 2001 Willy und Helga Verkauf-Verlon Preis für antifaschistische Publizistik
- 2001 Marietta und Friedrich Torberg-Medaille